# Murner See
Der Murner See ist ein Freizeitgewässer im Oberpfälzer Seenland mit einer Fläche von etwa 90 Hektar. Naturräumlich liegt der See in der Bodenwöhrer Senke, die zur Bodenwöhrer Bucht gehört.
Obwohl er nicht so groß und bekannt wie der Steinberger See ist, wird er im Sommer von Badegästen, Tauchern, Wassersportlern und Campern aufgesucht, da die Ufer rekultiviert wurden. Eine Liegewiese, ein Restaurant, eine Minigolfanlage und ein Campingplatz wurden angelegt. Direkt neben dem Murner See liegt der Brückelsee, der neben Badegästen auch von Seglern und Tauchern genutzt wird.

## Geschichte
Vor der Rekultivierung zu einem Freizeitgewässer war der Murner See zusammen mit dem Brückelsee eine Abbaustätte für Braunkohle. Diese wurde, wie im gesamten Abbaugebiet (heutiges Oberpfälzer Seenland) üblich, im Tagebau gewonnen. Die Abtrennung der beiden Seen zu Brückel- und Murner See erfolgte im Nachhinein durch das Aufschütten eines Dammes mit Abraummaterial. Die Flutung der ehemaligen Braunkohlegruben im gesamten Oberpfälzer Seengebiet erfolgte durch das ansteigende Grundwasser, nachdem die Wasserhaltung Schritt für Schritt eingestellt wurde, und dauerte rund zwei Jahrzehnte.
Neben den in der Region relativ bekannten Seen (Steinberger-, Murner- und Brückelsee) sind noch verschiedene andere vorhanden, welche vom Freizeitbetrieb vollkommen ausgeklammert sind.
2010 wurde im Rahmen des Tourismuskonzepts des Oberpfälzer Seenlandes und der Gemeinde Wackersdorf am Nordwestrand des Murner Sees ein 16 m hoher hölzerner Aussichtsturm eröffnet, der einen neuen Attraktionspunkt im Seengebiet darstellt und besonders zur Vogelbeobachtung geeignet ist.

## Wasserqualität
Obwohl der Murner See, wie alle Seen des Oberpfälzer Seenlandes, keine direkten Zuflüsse besitzt (reiner Grundwassersee), ist das Wasser sehr sauber. Der pH-Wert des Wassers liegt zwar im sauren Bereich (circa 3,8), jedoch hat sich in den Flachwasserbereichen bereits spärlicher Pflanzenbewuchs eingestellt. Der pH-Wert variiert im Bereich der Zuläufe der „Rutsche“ (circa 7,1 im Zulauf) und im Bereich des Zulaufes des „Blätterweihers“ (pH-Wert circa 6,0).

## Tauchen
Es stehen zwei offizielle Einstiege zur Verfügung, welche gerade in der Sommermonaten stark frequentiert werden. Aufgrund der Uferstruktur, sowie der maximalen Tiefe von 46,7 Metern ist der Murner See sowohl für Anfänger wie auch für fortgeschrittene Taucher ein interessantes Ausflugsziel.

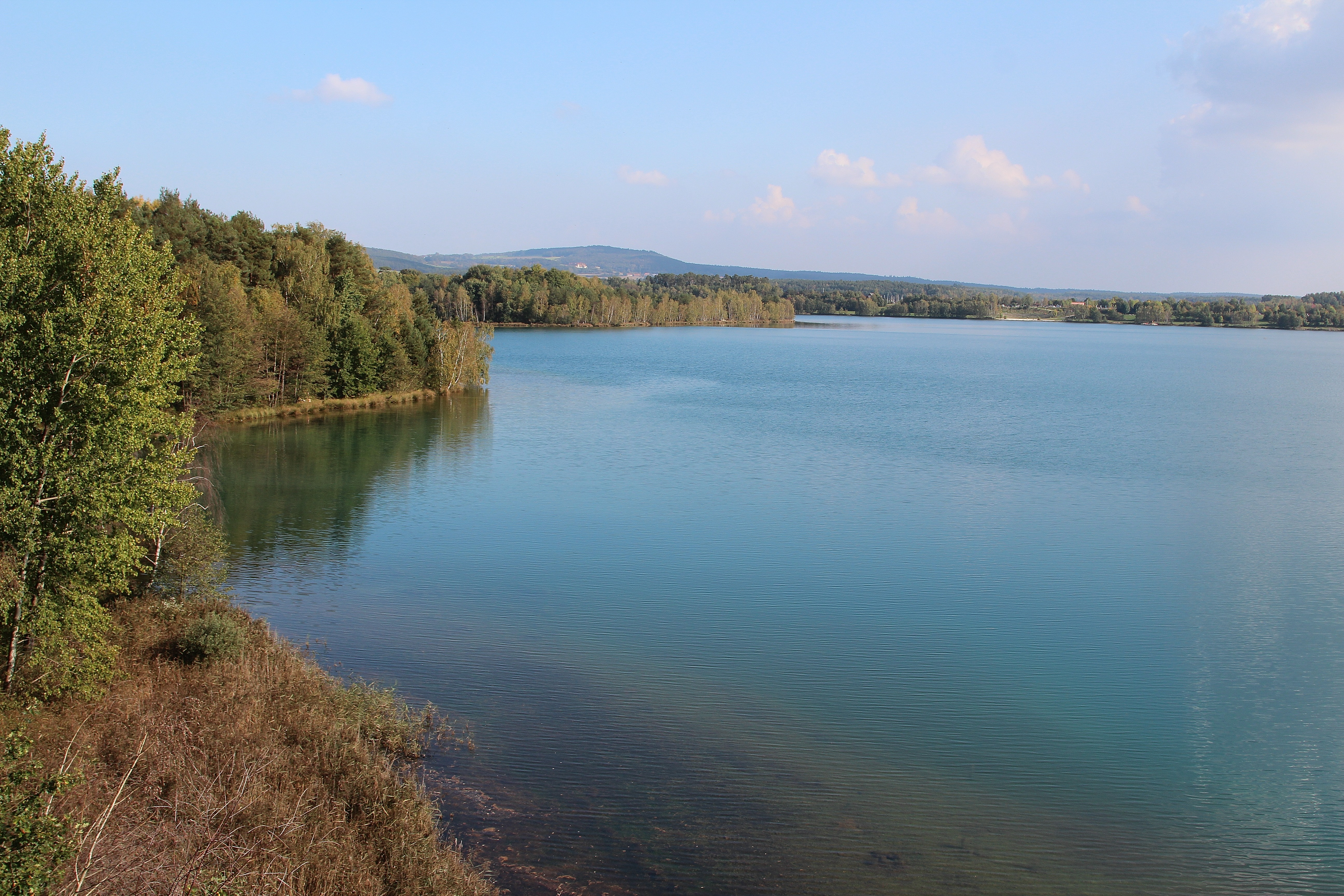
Murner See (2014)
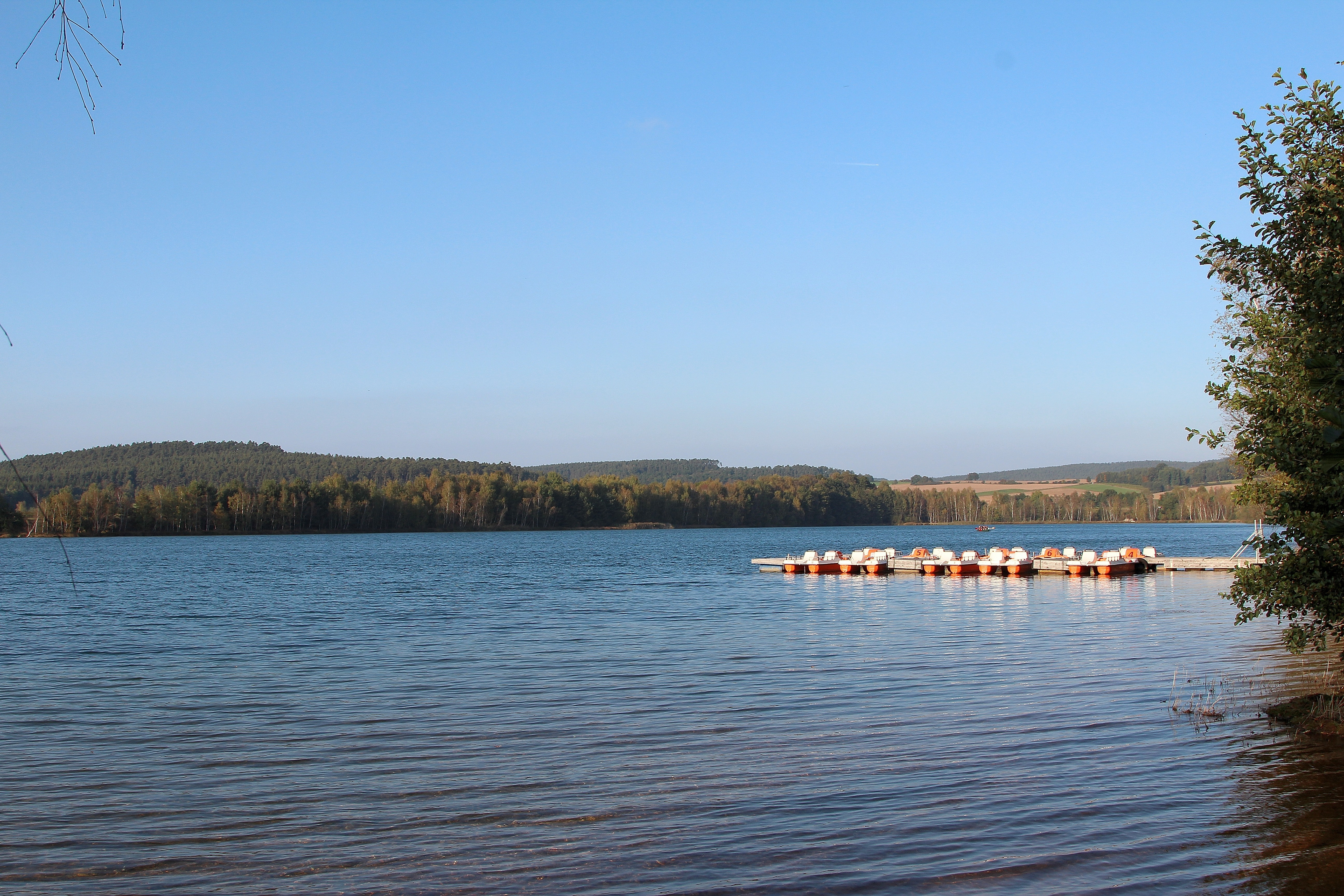
Murner See (2014)
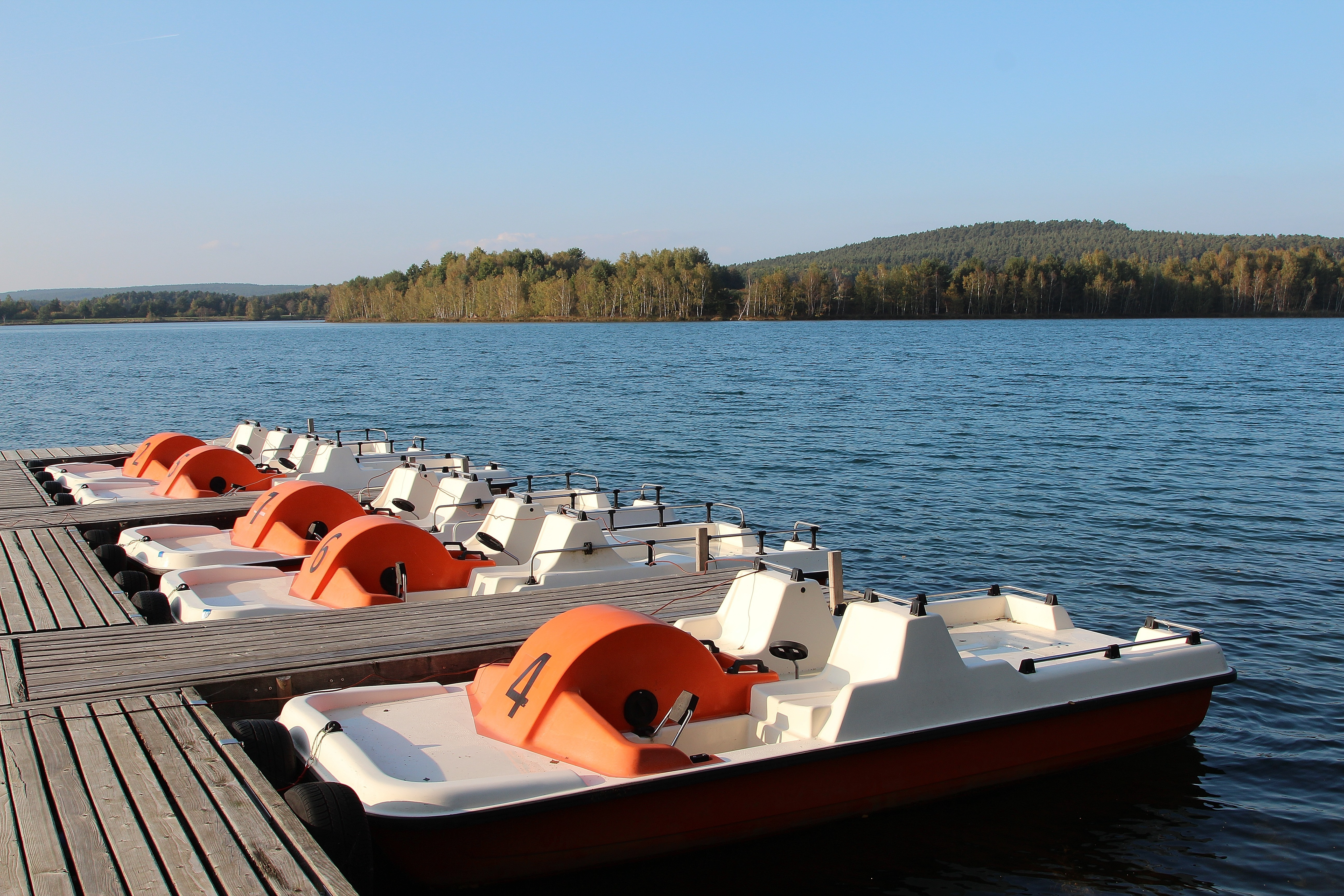
Murner See (2014)
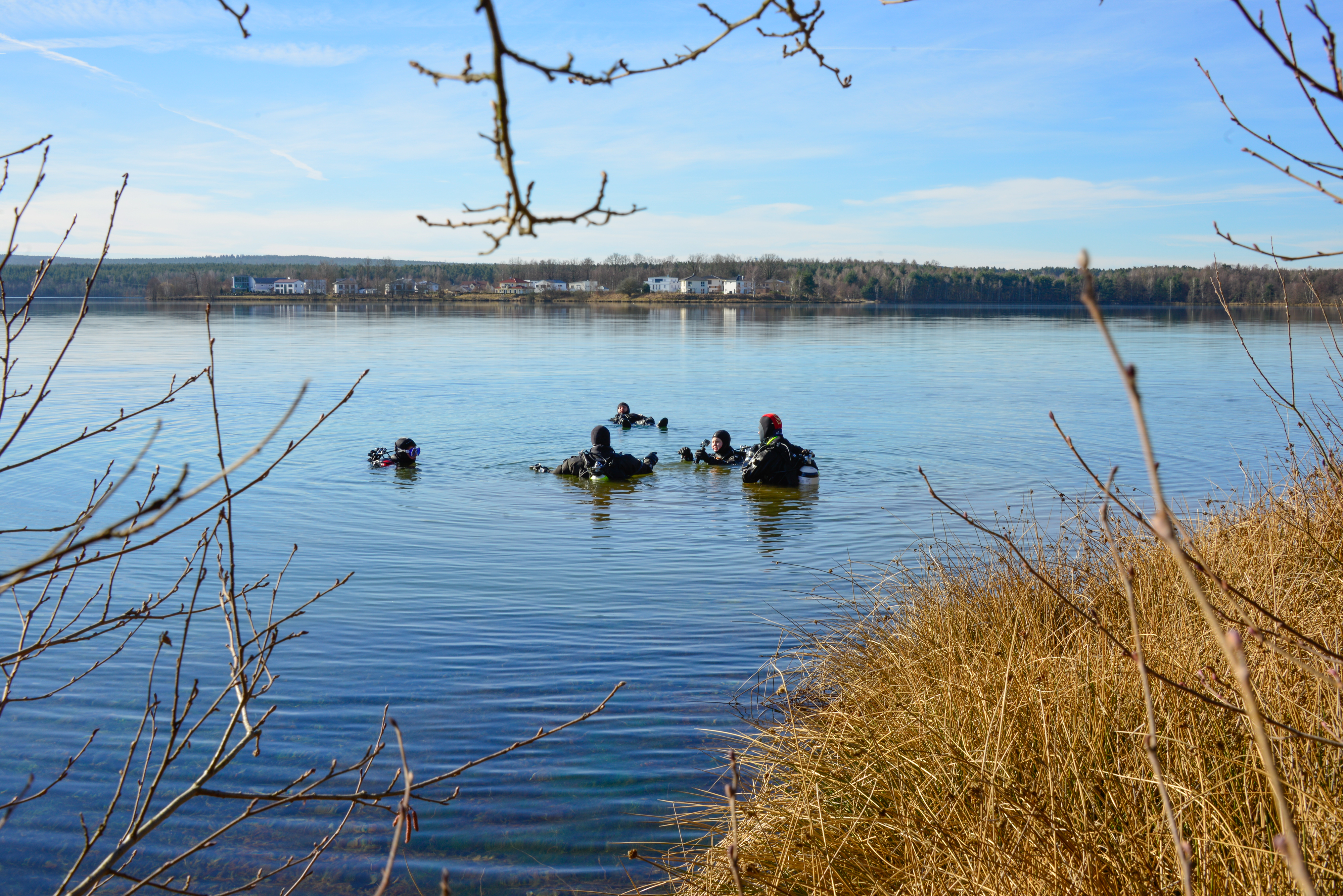
Tauchen im Murner See
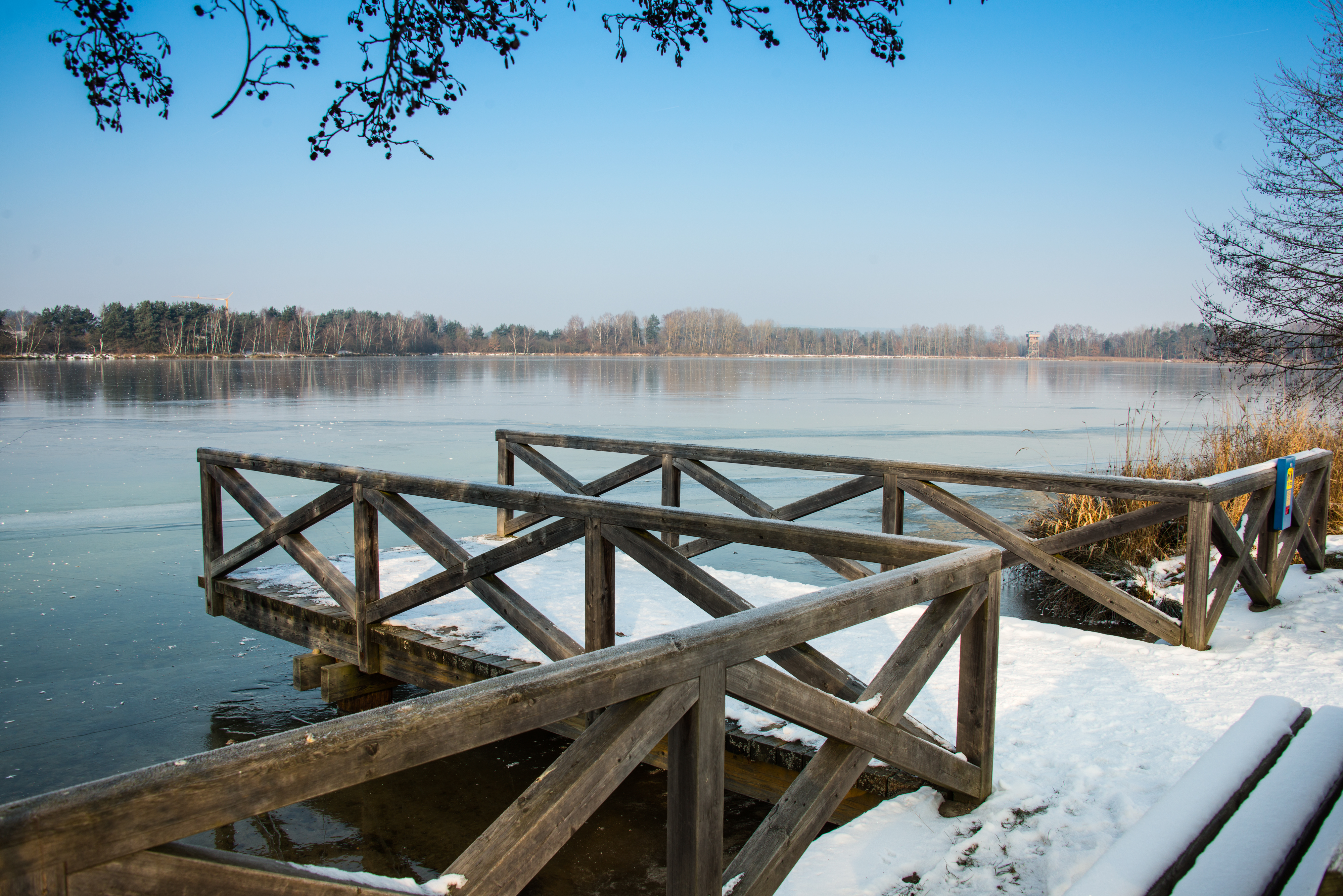
Murner See im Winter